# Regionalwahlen in Tschechien 2016

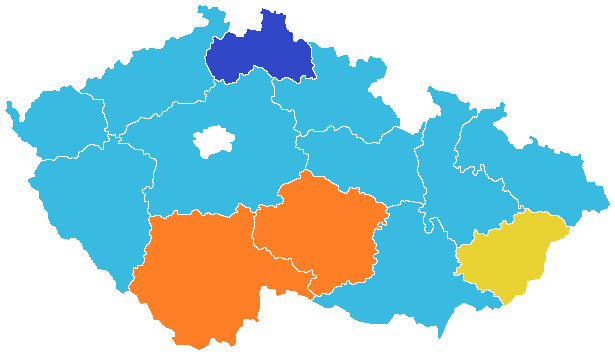
Wahlsieger nach Region
ANO
ČSSD
Starostové pro Liberecký kraj
KDU-ČSL

Die Regionalwahlen in Tschechien 2016 fanden am 7. und 8. Oktober 2016 statt. Dabei wurden die Regionalparlamente in dreizehn von vierzehn Krajen (Regionen) mit Ausnahme der Hauptstadt Prag neu gewählt.
Die Partei ANO des Finanzministers Andrej Babiš erreichte in neun Regionen die meisten Stimmen, die Sozialdemokraten von Premier Bohuslav Sobotka in zwei und die Christdemokraten in einer Region. In der Region Liberec gewann die regionale Liste Starostové pro Liberecký kraj (Bürgermeister für die Region Liberec) die meisten Stimmen.

## Ergebnisse
| Region               | ANO   | ČSSD  | KSČM  | ODS   | KDU-ČSL | SPD  | STAN  | Sonst. |
| -------------------- | ----- | ----- | ----- | ----- | ------- | ---- | ----- | ------ |
| Jihočeský kraj       | 17,67 | 22,55 | 10,00 | 12,67 | 6,63    | 4,39 | –     |        |
| Jihomoravský kraj    | 20,84 | 15,49 | 9,69  | 8,07  | 15,94   | 5,66 | –     |        |
| Karlovarský kraj     | 22,91 | 13,91 | 11,50 | 7,59  | –       | 5,52 | 10,09 |        |
| Královéhradecký kraj | 25,18 | 13,08 | 9,39  | 9,93  | 9,75    | 5,54 | –     |        |
| Liberecký kraj       | 17,08 | 8,04  | 8,10  | 7,91  | –       | 5,20 | –     |        |
| Moravskoslezský kraj | 25,70 | 16,66 | 11,35 | 6,93  | 10,17   | 7,02 | 4,29  |        |
| Olomoucký kraj       | 23,77 | 13,88 | 11,56 | 7,54  | –       | 7,33 | –     |        |
| Pardubický kraj      | 19,17 | 18,01 | 8,36  | 8,99  | –       | 4,72 | 5,62  |        |
| Plzeňský kraj        | 21,52 | 17,35 | 11,58 | 14,63 | 5,11    | 5,33 | –     |        |
| Středočeský kraj     | 20,76 | 13,75 | 10,13 | 13,05 | 3,51    | 4,96 | 18,43 |        |
| Ústecký kraj         | 23,24 | 11,90 | 15,82 | 8,54  | –       | 6,07 | 4,04  |        |
| Vysočina             | 17,04 | 19,37 | 11,40 | 9,10  | 13,41   | 6,40 | –     |        |
| Zlínský kraj         | 15,68 | 12,46 | 8,22  | 6,39  | 22,97   | 5,31 | 11,62 |        |